# 롬바르디아 베네치아 왕국
롬바르디아 베네치아 왕국(이탈리아어: Regno Lombardo–Veneto)은 1815년부터 1866년까지 이탈리아반도 북부에 존재한 오스트리아 제국의 구성국 중 하나였다.

## 역사
롬바르디아-베네치아 왕국은 1815년 6월 9일 빈 회의를 통해 성립되었다. 회의의 결과 프랑스 제1제국의 관할이었던 괴뢰국 이탈리아 북부(롬바르디아, 베네치아)를 오스트리아 제국이 차지하게 되었고, 오스트리아 제국은 이 지역에 왕국을 수립하여 자국의 구성국으로 삼았다. 왕국의 국왕은 밀라노 공 겸 만토바 공이었던 오스트리아 황제 프란츠 2세(재위: 1815 ~ 1835년)가 겸하게 되었고, 이후에도 쭉 오스트리아 황제가 국왕을 겸했다.
페르디난트 1세 통치 시기인 1848년 3월 22일, 밀라노에서 5일간 봉기가 발생한 후, 밀라노에 있던 오스트리아인이 사로잡혔고 롬바르디아 임시 정부가 선언되었고. 같은 해 3월 23일 베네치아에서도 반(反)오스트리아 봉기가 일어나 산마르코 공화국의 독립이 선언되었다. 그러나 같은 해 7월 24일에서 25일 동안 쿠스토자에서 벌어진 오스트리아 제국군과 사르데냐 왕국군 사이의 전투가 발생, 여기서 오스트리아 제국군이 승리하면서 8월 6일 밀라노가 오스트리아에게 재점령되었다. 동시에 롬바르디아 임시 정부는 해산되었다. 이듬해인 1849년 8월 24일 베네치아도 오스트리아에게 항복하고 산마르코 공화국은 해산되었다.
프란츠 요제프 1세 시기 롬바르디아-베네치아 왕국은 제2차 이탈리아 독립 전쟁으로 인해 롬바르디아를 사르데냐 왕국에게 상실했다. 1861년 사르데냐 왕국의 후신인 이탈리아 왕국은 롬바르디아를 이탈리아의 일부로 편입하였다. 결국 1866년 프로이센-오스트리아 전쟁에 개입한 제3차 이탈리아 독립 전쟁으로 인해 베네치아마저 이탈리아 왕국에 병합되면서 롬바르디아-베네치아 왕국은 멸망하였다.

## 갤러리

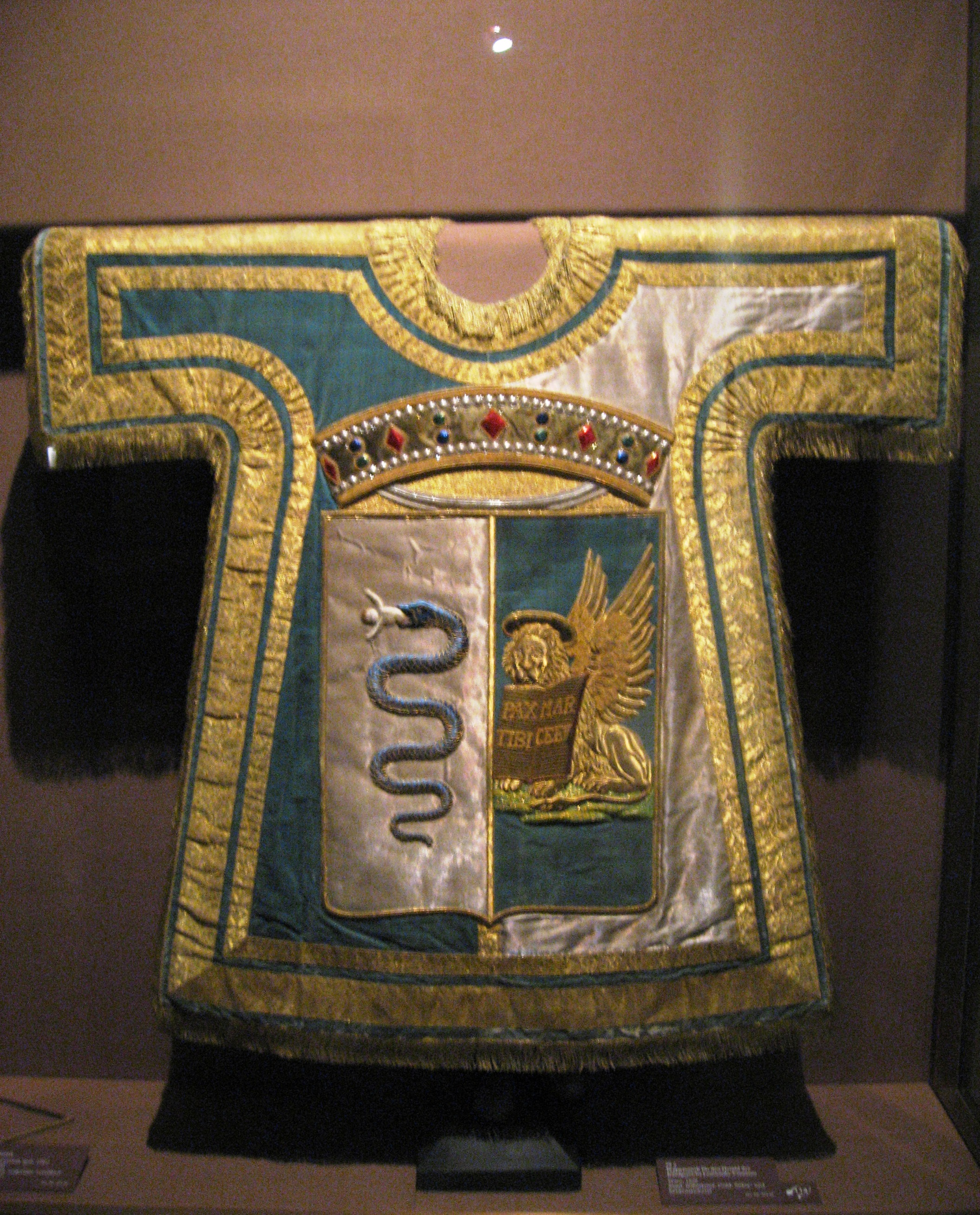
롬바르디아-베네치아 왕국 문장이 새겨진 외투(1834년).
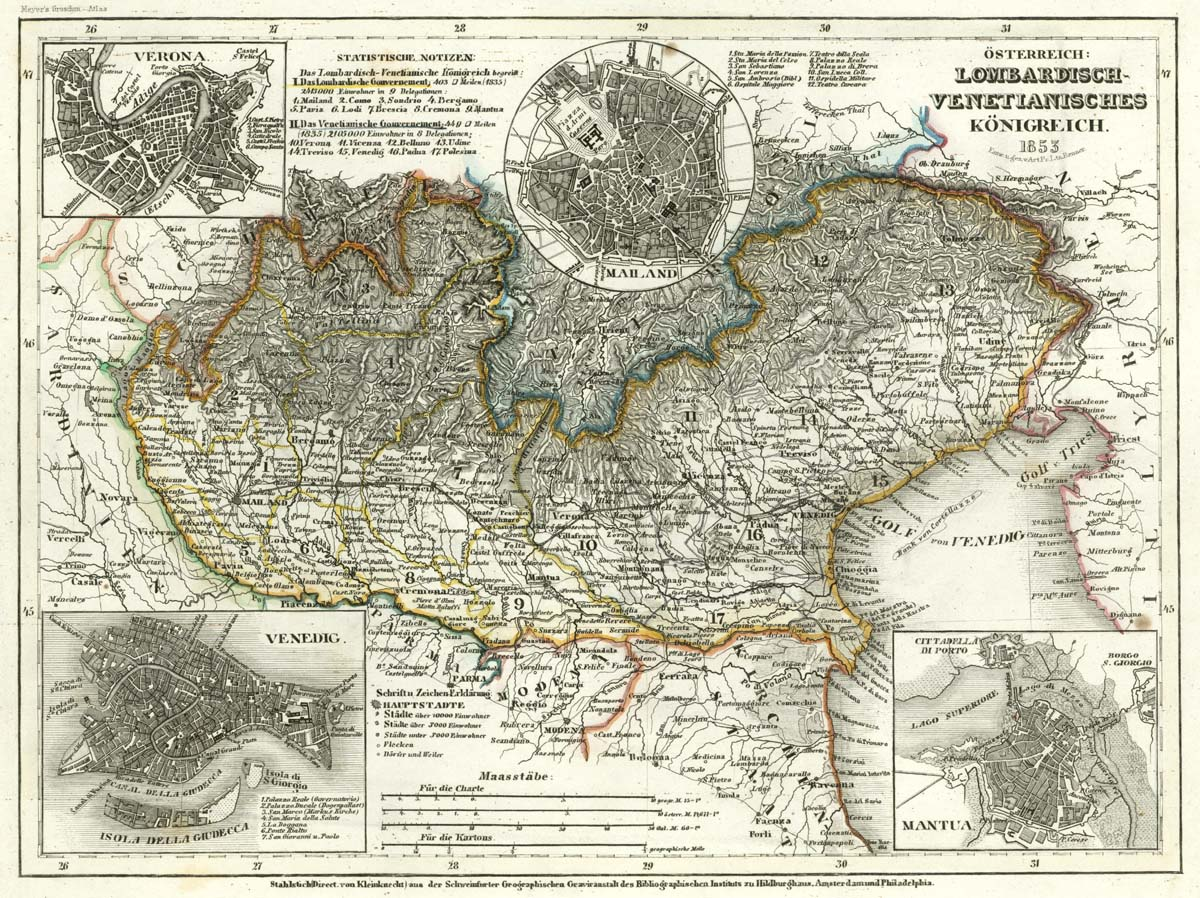
주요 도시들이 표시된 롬바르디아-베네치아 왕국의 지도 (1853년)

## 같이 보기
- 오스트리아 제국
- 이탈리아 왕국
- 빈 회의